# Отношения между България и Русия
Българо-руските отношения са двустранните отношения между европейските държави България и Русия.
С корени в Средновековието, връзките между двете държави се развиват активно след Освобождението на България през 1878 година, за което Русия изиграва основна роля. През следващите десетилетия те преминават през динамични промени – от остра криза в края на XIX век, през сближаване в първите години на XX век, прекъсване на отношенията през Първата световна война и голяма част от Междувоенния период, съветска окупация на България и превръщането ѝ в съветски сателит след Втората световна война, до критикувано от Русия присъединяване на България към НАТО в началото на XXI век.
Двете страни поддържат пълни дипломатически отношения. България има свое посолство в Москва и консулства в Санкт Петербург, Новосибирск и Екатеринбург, а Русия – посолство в София и консулства във Варна и Русе. Към април 2023 година посланик на България в Москва е Атанас Кръстин, а посланик на Русия в София е Елеонора Митрофанова.

## Политически отношения
В съвременните двустранни отношения основна роля играе започнатата от Русия Руско-украинска война. След самото начало на войната през 2014 година тя предизвиква вътрешни разногласия в България. Докато крайната десница и бившият президент Георги Първанов подкрепят руското нашествие, действащият президент Росен Плевнелиев и основните министри в правителството напълно се солидаризират с реакцията на Запада срещу войната. В същото време министър-председателят Бойко Борисов се обявява за активизиране на сътрудничеството с Русия в енергетиката, обвинявайки Европейския съюз за финансови щети от спирането на проекта за газопровода „Южен поток“. През 2016 година с подкрепата на опозиционната и традиционно свързана с Русия Българска социалистическа партия (БСП) за президент е избран открито проруският кандидат Румен Радев. Преди предсрочните парламентарни избори през март 2017 година Радев, БСП и управляващата партия ГЕРБ вече спорят кой има най-неконфронтационна позиция спрямо Русия.
В края на юни 2022 г. МВнР уведомява руския посланик Митрофанова за решението на българската държава да изгони 70 посолствени служители, в чийто състав влизат дипломати и други служители. За първите са получени данни от българските разузнавателни служби, че извършват дейности, несъвместими с Виеската конвенция, а вторите са изгонени във връзка с търсенето на съпоставима численост на посолствените служители.
След навлизането си на 09.09.1944 г. и по време на престоя си съветските войски успяват да изземат и да отнесат големи обеми от държавния архив и частни архиви, сред които архивите на три министерства (Министерството на войната, Министерството на вътрешните работи и Министерството на външните работи), архивът на царската канцелария и лични архиви на български политици. През септември 2021 г. ЕП гласува резолюция, която включва и призив към Руската федерация да върне незаконно придобитата документация. Тази резолюция не получава подкрепата на българските евродепутати, излъчени от БСП – наследницата на БКП.

## Икономически отношения
Русия е един от традиционните и най-важни външноикономически партньори на България, най-вече по отношение на вноса. След присъединяването на България към Европейския съюз отношенията между двете страни получават ново, още по-динамично развитие. Потвърждение за това е регистрираният прираст през 2007 г. спрямо 2006 г. на българския износ за Русия с 96%, на руските инвестиции в България със 73,8%, на потока на туристи от Русия с 14%, както и подписаните споразумения по трите енергийни проекта за АЕЦ „Белене“, газопровода „Южен поток“ и нефтопровода „Бургас-Александруполис“.
През 2009 г. на Руската федерация се падат 8,7% от външнотърговския стокообмен на България, в т.ч. 2,5% от износа и 13,1% от вноса. Средно за периода 2000 – 2008 г. се наблюдава, че от България за Русия изнасят 640 фирми, от които 41 правят 75% от износа, а в България от Русия внасят 844 фирми, от които 2 правят 75% от вноса (заради енергоресурсите). България заема около 1% от външнотърговския стокообмен на Русия, тоест от гледна точка на руското стопанство България е незначителен партньор.

### Търговско салдо: стокообмен на Република България с Руската федерация (в млн. щ. д.)
| Години  | Стокообмен | Износ за Русия | Внос от Русия | Салдо за България |
| 2004    | 1943,4     | 124,8          | 1818,6        | -1693,8           |
| 2005    | 3002       | 152,6          | 2849,4        | -2696,8           |
| 2006    | 4168,5     | 228,4          | 3940,1        | -3711,7           |
| 2007    | 4159,3     | 446,3          | 3713          | -3266,7           |
| 2008    | 5983,4     | 614,4          | 5369          | -4754,6           |
| 2009    | 3445,9     | 415,8          | 3030,1        | -2614,3           |
| 2010    | 4735,3     | 584,7          | 4150,6        | -3565,9           |
| 2011    | 6465,8     | 930,9          | 5734,9        | -5004,0           |
| VI 2012 | 3707,2     | 340,7          | 3366,5        | -3025,8           |

Основен проблем в икономическите отношения с Русия е значителният размер на отрицателното за България търговско салдо, което представлява изтичане на парични средства от България по посока на Русия.
Общият размер на преките руски инвестиции за периода 1996 – 2009 е 1 млрд. 125 млн. и 400 хил. евро. Русия заема важно място сред инвеститорите в България. Голяма част от инвестициите на Руската федерация в България, осъществени през 1999, се дължат главно на приватизацията на „Нефтохим“ Бургас от руската фирма „Лукойл“. През периода 2005 – 2008 се наблюдава непрекъснат ръст на руските инвестиции.
Руската федерация се очертава като един от основните външнотърговски партньори на Република България. През 2011 г. на Русия се падат 10,7% от външнотърговския стокообмен на България (2-ро място), в т.ч. 2,6% от износа (10-о място) и 17,7% от вноса (1-во място). България заема около 1% от външнотърговския стокообмен на Русия.
В периода 2006 – 2012 г. най-голям е износът при група стоки: медикаменти, части за автомобили и кари, арматурни артикули, гроздови вина, нефтени масла, електрически акумулатори, санитарна арматура от керамика и др. Над 90% от вноса се формира от минерални продукти и горива, а останалата част се състои от суровини, материали и изделия на машиностроенето.
Средно за периода 2000 – 2012 г. се наблюдава:
- От България за Русия изнасят 640 фирми, от които 41 правят 75% от износа;
- В България от Русия внасят 844 фирми, от които 2 правят 75% от вноса (заради енергоресурсите).

През първото полугодие на 2012 г. взаимният стокообмен се е увеличил с 19,3%, като износът се е увеличил с 2,9%, а вносът – с 21,2%
Като последица от световната финансова и икономическа криза инвестициите през 2009 и 2011 г. са относително по-малки в сравнение с предишните две години.

### Инвестиции
През 2008 се наблюдава ръст на инвестициите с 22,3%. По информация на Българската агенция за инвестиции, през последните години от Руската федерация по-голямата част направените инвестиции са в следните области: сделки с недвижими имоти, строителство, хотели и ресторанти, търговия и ремонти. Броят на българските фирми с руско участие от 5% до 100% от капитала е 4652 (2-ро място след Турция). Във връзка със световната финансова и икономическа криза и снижените темпове на икономическо развитие обемите на двустранната търговия значително са се съкратили.
Най-големите фактически руски инвестиции са в търговските дружества „Лукойл Нефтохим Бургас“ АД (производство на нефтопродукти) и „Лукойл България“ ЕООД (търговия с нефтопродукти). Решенията за тези инвестиции се вземат в централата на Лукойл в Русия, но формално преводите на финансови средства се извършват от филиали в няколко европейски страни (Холандия, Австрия, Швейцария) и БНБ не ги калкулира към инвестициите от Русия.
Големите предприятия, в които има руско участие, са: „Лукойл Нефтохим Бургас“ АД, „Лукойл България“ ЕООД, „Булгартабак Холдинг Груп“ АД, БТК, фалиралата банка КТБ.

### Газопровод „Турски поток“
Първоначално е наречен "Южен поток" и се строи до България. Целта е да се използва държавата като газов хъб на Балканите и да снабдява Европа с газ. През 2014 година ЕК стартира наказателна процедура с искане България да спре дострояването на проекта. 
Турция, която е независима от ЕК, поема инициативата и така "Южен поток" става "Турски поток".
Малко след направеното изявление на Путин от Анкара, че проектът „Южен поток“ няма да се случи и ще бъде заменен от станалия по-късно известен като „Турски поток“ газопровод, Борисов публично оповестява идеята си при Варна да се изгради газоворазпределителен център за Югоизточна Европа и ЕС. Българското правителство е отправило официално питане към Европейската комисия за това дали проектът отговаря на европейското законодателство.

## Култура и образование
В сферата на науката, културата и образованието основен документ е Спогодбата за сътрудничество в областта на културата, образованието и науката от 1993. На нейна основа се подписват междуправителствени програми за сътрудничество. В Москва функционира Български културен институт, а в София – Руски културно-информационен център.
В България през 2003 година бе създадена национална мрежа на базовите училища, в които се изучава руски език. След известен период на спад интересът към руския език в България нарасна и той заема мястото на втори най-изучаван чужд език.
Чрез междуправителствената спогодба за сътрудничество в областта на културата, образованието и науката и тригодишните програми за нейното изпълнение българската и руската държава създават солидна база за поддържане и развитие на отношенията в трите области. На 18 януари 2008 в София вицепремиерът и министър на външните работи на България Ивайло Калфин и министърът на външните работи на Русия Сергей Лавров подписаха програма, обхваща периода 2008 – 2010.
През последните години руско-българските взаимоотношения се характеризират с устойчива позитивна динамика. Проблемите в българо-руските отношения са обусловени не толкова от обективно несъвпадение на интересите, колкото от превратни възприятия за мястото и целите им в променящата се международна система. Съответно вариантите за развитие на българо-руските отношения през новия 21 век са многобройни. При развитието на двустранните отношения трябва да се вземат предвид новите тенденции в международната сфера и на базата на това двете страни да приспособят външната си политика към тях, за да постигнат едно рационално и взаимноизгодно сътрудничество.

### Отношения в неправителствения сектор
С основна мисия да развива отношенията между славянските народи, Фондация „Славяни“ си партнира с различни организации и е организатор на редица събития; инициатор на различни споразумения и медиатор в отношенията на неправителствено ниво. Към момента, фондацията си партнира успешно с:
- Федерация за приятелство с народите на Русия и ОНД;
- Дипломатическа академия при Министерството на външните работи на Руската Федерация;
- РОССОТРУДНИЧЕСТВО;
- Държавна академия за славянски култури, Москва, Русия;
- Международна асоциация на преподавателите по руски език и литература (МАПРЯЛ);
- Фонд „Русский Мир“, Москва, Русия;
- Санктпетербургски държавен университет;
- и други.

## История

### Отношения на Първото и Второто българско царство с руската държава
Древноруската Йоакимовска летопис предава, че покръстителят на Киевска Рус, княз Владимир приема християнството от българите. В ръкописа се разказва, че „българският цар Симеон Велики изпратил в Киевска Рус учени йереи (свещеници) и книги“. Вероятно тази мисия е осъществена или по времето на великия киевски княз Олег, с когото се предполага, че цар Симеон е сключил някакъв военнополитически съюз, или при наследилия го негов син Игор I. Съпруга на Игор е Олга Киевска, първата жена християнка от управляващата династия Рюрик. По това време княжески презвитер в Киевска Рус е Григорий, българин по народност. Олга не успява да утвърди християнството в Киевска Рус; това се случва 30 години след нейната смърт.
Отношенията между българи и руси през ранните векове на миналото не са изяснени. Българските връзки със славянските племена датират още от Античността. След покръстването на русите от България идват книги и свещеници, които организират руското православие. Българо-руските отношения се развиват с нова сила в благоприятен за България аспект, когато на власт идва цар Иван Асен I, за когото има много данни в руските хроники.

### Отношения на българите в Османската империя с руската държава
Българо-руските отношения добиват актуалност след падането на България под османско владичество, когато отново книги и свещеници заминават за Русия, за да организират на свобода руската църква. По време на османската власт се чака помощ от Русия като православна страна за освобождението на България, което проличава в плановете на търновските въстания.
Руско-турските войни от времето на императрица Екатерина не водят до Освобождението, макар да са считани за война на кръста срещу полумесец. През османското владичество много българи установяват активни отношения с Русия, откъдето носят главно християнски книги и връщат обратно забравената идея за славянска съпричастност на българския народ. В плановете на Русия от времето на цар Иван Грозни през ХVІ век българите не влизат като сериозен обект. Те стават интересни за Русия едва след като се отделят от Вселенската патриаршия, и то за да не се загуби православието на Балканите.
Новото, което Русия внася в България чрез своите възпитаници през ХIХ век, е идеята за революция и социални правдини. Така идеята за революция в България става зависима от руската интерпретация на френската социологическа мисъл през ХІХ век и фактически предлага нова цивилизационна идея на българите – наместо християнство, славянство и църква, те да застанат под знамето на науката, модернизма и държавата в духа на хегелианското разбиране за държавност.
През 1861 г. във влашкия град Букурещ Георги Раковски издава брошура, озаглавена „Преселение в Русия, или руската убийствена политика за българите“. Тя е преиздадена през 1886 г. от Захарий Стоянов, друг противник на руското влияние, във връзка с отказа на Руската империя да признае святото дело на Съединението.
След Априлското въстание от 1876 година Руската империя има претекст за обявяване на освободителна война, която отново преминава под знака на войната на кръста срещу полумесеца. Следва победа над османската войска, чиято национална доктрина е да не отстъпва нищо без борба, и след подписването на Санстефанския мирен договор България е отделена от Османската империя, под чиято автократична и теократична власт е живяла близо 500 години.

### Отношения на Княжество България с Руската империя
От юни 1877 г. до юни 1879 г. в освободените от руските имперски войски български земи е установено Временно руско управление, което официално има за цел да подготви административния апарат на бъдещото трибутарно Княжество България. което ще бъде обявено на 16 април 1879 г., когато е приета Търновската конституция в старопрестолния град Търново.
На 7 юли 1879 г. Княжество България установява дипломатически отношения с Руската империя.
Според Сирил Блек различните органи на руското правителство водят различна политика по време на временното руско управление. В нея има две главни линии: първата е на външния министър Николай Гирс и се характеризира с дух на компромис спрямо останалите Велики сили с оглед предотвратяване на сериозни кризи на Балканите. Втората е на военния министър Дмитрий Милютин, който е по-агресивен, но без да стига до крайни панславистки искания. Докато руският консул в София получава указания от Гирс, военният министър (който е руснак) в София е подчинен на Милютин. От друга страна руските чиновници в България са привърженици на панславизма на Иван Аксаков, който обаче е в противоречие с официалните доктрини.

### Отношения на Царство България с РСФСР/СССР
В Първата световна война Царство България е на страната на Германската империя и следователно срещу Руската империя. Българските царски войски водят сражения с руските имперски войски в Добруджа. По този повод в 1916 г. Иван Вазов пише стихотворението „На руските воини“, чрез което прави отстъпление от русофилските си дотогава позиции.
С РСФСР, както се нарича руската държава след Октомврийската революция, са установени през април 1918 и са прекъснати през септември 1918.
През 1934 г. Царство България установява дипломатически отношения с СССР, но десет години по-късно, на 5 септември 1944 г., те ще бъдат прекъснати от СССР, когато той ще обяви и война на Царство България, въпреки че то е обявило, че се включва в Антихитлеристката коалиция. На 5 септември 1944 г. СССР обявява война на България и през следващите дни без да срещне съпротива окупира територията на Царство България. Същевременно на 9 септември група български офицери извършват държавен преврат, който довежда на власт правителство на Отечествения фронт, доминирано от просъветската Българска комунистическа партия.
След размяна на писма на 14 и 16 август 1945 г. отношенията между Царство България и СССР са възстановени.

### Студената война
Отношенията между СССР и България активно започват да се развиват през периода след 9 септември 1944 г. Съгласно проведената Ялтенска конференция България в следвоенното световно устройство е в съветската сфера на влияние и съответно в Източния блок. Български войски съвместно с Трети украински фронт на съветската армия участват в бойните действия срещу нацистка Германия 1944 – 1945 г. Това е важен коз в ръцете на съветската и българската дипломация на проведената през 1946 – 1947 г. Парижка мирна конференция на която СССР се обявява в защита на българските национални интереси и парира гръцките искания за присъединяване на Родопите подкрепяни от САЩ и Великобритания. Още през август 1945 г. е подписан българо-съветски договор за дружба и приятелство. Следват подписването на договора за присъединяването на НРБ към Съвета за икономическа взаимопомощ (СИВ) през 1949 г. в Москва и присъединяването на България към подписания през 1955 г. Варшавски договор. България през годините до 1989 г. е най-верният съветски съюзник (сателит), както в Източна Европа, така и на Балканите. Българските първи държавни и съответно партийни ръководители Вълко Червенков и от 1954 г. Тодор Живков имат пълната подкрепа от съветските първи ръководители Йосиф Сталин, Никита Хрушчов, Леонид Брежнев, Юрий Андропов, Константин Черненко и частично от Михаил Горбачов. СССР доставя суров петрол и стратегически суровини на НР България в продължение на четири десетилетия, а българските стоки са реализирани на съветските пазари в големи количества. През 1982 г. Металургичният комбинат в Кремиковци е именуван „Леонид Брежнев“. Въпреки охладняването на отношенията между Тодор Живков и Михаил Горбачов след 1987 г. сътрудничеството и приятелството между НРБ и СССР се развива успешно като през ноември 1987 българска държавна делегация начело с Тодор Живков, включваща премиера Георги Атанасов и Секретаря на БЗНС и първи зам.председател на Държавния съвет на НР България Петър Танчев и секретаря на ЦК на БКП Димитър Станишев е на посещение в СССР за 70-годишнината от Великата Октомврийска революция, а през юни 1988 г. Тодор Живков е на официално посещение в СССР за извънредната партийна конференция на КПСС. По време на периода 1944 – 1989 г. НРБ реализира множество стратегически проекти на територията на СССР съвместно със съветската страна, като изключително популярно е сътрудничеството в областта на дърводобива и горската промишленост, където в Коми АССР са изградени предприятие за задграничен дърводобив, който в периода 1986 – 1990 г. достига стратегическото количество произведена продукция от 1 милион тона годишно съгласно междуправителствен протокол между НРБ и СССР подписан на 2 юли 1986 в София от българския министър на земеделието и горите Алекси Иванов и съветкия министър на горската, цеулозно хартиената и дървообработващата промишленост Михаил Бусигин по време на посещението му в София през юли 1986 г. Силни са икономическите връзки с СССР и в други направления като през 1979 г. в Москва е подписан междуправителствен протокол от министъра на външната търговия на НРБ Христо Христов и министъра на външната търговия на СССР Юрий Брежнев (син на Леонид Брежнев) за увеличаване листите на стокообмена между НРБ и СССР. Развива се и активно сътрудничество между органите на армията и службите на МВР на НРБ и СССР като за периода 1955 – 1988 г. са подписани 10 споразумения между министерството на народната отбрана на НР България и министерството на отбраната на СССР и министерство на въртешните работи на НРБ и министерство на вътрешните работи на СССР и КГБ. Важни в отношенията между НРБ и СССР в областта на отбраната и сигурността на двете страни са годишните заседания на Варшавския договор и неговия Политически консултативен съвет и взаимните посещения на министрите на вътрешните работи на НРБ Ангел Солаков, Ангел Цанев и Димитър Стоянов в СССР, както и посещенията на съветските министри на вътрешните работи и председатели на КГБ в НР България. През 1988 г. на два пъти българския министър на вътрешните работи Димитър Стоянов посещава СССР, първия път април 1988 се среща с министъра на вътрешните работи на СССР Александър Власов, а втория път през началото на декември 1988 с новия съветски вътрешен министър Вадим Бакатин, като и по време на двете посещения са подписани два протокола за сътрудничество на българското МВР с председателите на КГБ на СССР Виктор Чебриков и Владимир Крючков. Огромна популярност добиват посещенията на съветските министри на отбраната маршал Дмитрий Устинов за едно от най-големите учения на Варшавския пакт – ЩИТ 82 1982 г. и посещението на армейски генерал Дмитрий Язов през октомври 1988 г. в НРБ и срещите им и разговорите им с българския министър на народната отбрана армейски генерал Добри Джуров и други партийни и държавни ръководители. В областта на селското стопанство също се развиват отношенията активно през 80-те години – на 21 януари 1988 г. в Москва е създаден Комитет за сътрудничество агропормишления комплекс на СИВ, а през октомври 1988 г. в Москва Първия заместник-председател на Министерския съвет на СССР и председател на Държавния агропромишлен комитет ГОСАГРОПРОМ Всеволод Мураховски и българския министър на земеделието и горите Алекси Иванов е подписан междуправителствен протокол за обема на селскостопанския експорт от НРБ за СССР и обратно за периода 1988 – 1993 г.
След започналата в средата на 80-те години политика на Перестройка в Съветския съюз е приета на думи и от режима в България, но новото съветско ръководство се отнася резервирано към дългогодишния български диктатор Тодор Живков. През ноември 1989 година Живков е отстранен с активното участие на съветския посланик Виктор Шарапов, а новото ръководство на режима демонстрира идеологическа близост със съветския лидер Михаил Горбачов. През юни 1990 година проведените в България избори са спечелени от просъветската Българска социалистическа партия (БСП).

### Съвременна история
През лятото на 1991 година прозападният български президент Желю Желев се възползва от политическата криза в Русия, за да преодолее монопола на социалистите в двустранните политически отношения. Той бързо осъжда Августовския пуч, обявявайки подкрепата си за руския президент Борис Елцин, през октомври посещава Москва и на 23 октомври 1991 година, месеци преди официалното разпадане на Съветския съюз, България установява дипломатически отношения с Русия.
На 25 декември 1991 РСФСР обявява, че се преименува на Руска федерация. През декември 1991 г. Посолството на СССР е преобразувано в Посолство на Русия. На 13 януари 1992 Руската федерация обявява, че продължава да осъществява правата и да изпълнява задълженията, произтичащи от международните договори, сключени от името на бившия СССР. На 4 август 1992 между Руската федерация и Република България е сключен Договор за приятелски отношения и сътрудничество. В него като основни залягат принципите за пълно и реално равноправие, уважение на суверенитета и независимостта, изключване на всякаква намеса и стремеж към доверие, откритост и взаимна изгода.
През 90-те години България се ориентира към членство в Европейския съюз, но присъединяването ѝ към НАТО, на което Русия гледа с неодобрение, е предмет на вътрешнополитически спорове. Управляващата през 1994 – 1997 година БСП е срещу членството, но отношенията с Русия предизвикват тежки конфликти в самата партия, като министър-председателят Жан Виденов се противопоставя на натиска на друг партиен лидер, Андрей Луканов, за продажба на част от българската газопреносна мрежа на руската компания „Газпром“.
След падането на правителството на Виденов в началото на 1997 година България се ориентира към членство в НАТО, което довежда до охлаждане в отношенията с Русия. През 1999 година българското правителство на Иван Костов дава достъп до българското въздушно пространство на НАТО за прекратяване на Косовската война, след което не допуска руските военновъздушни сили да подпомогнат руския десант в Прищина, целящ установяването на обособена руска окупационна зона в Косово.
Следващото българско правителство на Симеон Сакскобургготски е значително по-отстъпчиво спрямо Русия, а избраният през 2001 година български президент Георги Първанов заема открито проруски позиции. През 2002 година двете страни завършват дългогодишните преговори за уреждане на руския дълг към България от съветския период в размер на 132 милиона долара. България е принудена да се откаже от 1/3 от дължимите суми, както и от опитите си да получи дълга чрез доставки на природен газ, приемайки вместо това доставки на ядрено гориво и резервни части за руска военна техника. По същото време Сакскобургготски обявява подновяването на изоставения десетилетие по-рано проект за изграждане с руско оборудване на АЕЦ „Белене“.
През март 2003 година руският президент Владимир Путин е посрещнат в България с мащабна церемония на връх Шипка, отбелязваща на 125-та годишнина от Освобождението на България. По време на това посещение е подписана Съвместна декларация за по-нататъшно задълбочаване на приятелските отношения и партньорството между Руската федерация и Република България, както и редица междуправителствени, междуведомствени и междурегионални споразумения. През юли 2004 на официално посещение в Руската федерация Георги Първанов подписва съвместно заявление с Владимир Путин по повод 125-годишнината от установяването на дипломатически отношения между руската държава и българската държава и перспективите за развитието на приятелските отношения и многостранното руско-българското сътрудничество.
Сближаването между двете страни продължава и при следващото българско правителство, водено от Сергей Станишев и доминирано от традиционно свързаната с Русия БСП. На 4 септември 2006 в рамките на тристранния руско-българско-гръцка енергийна среща на върха се състои среща на президентите на РФ и Република България в Атина, по време на която те направиха преглед на състоянието на двустранните отношения и потвърдиха взаимното си желание на страните за уреждане на отношенията в областта на военно-техническото сътрудничество, за осъвременяване на Споразумението за сътрудничество в газовия сектор.
На 15 март 2007 година в Атина, в присъствието на Владимир Путин, министър-председателите Сергей Станишев и Караманлис подписват тристранно междуправителствено споразумение за сътрудничество в строителството и експлоатацията на нефтопровода „Бургас-Александруполис“. До сделката се стига с гръцко посредничество, в замяна на което Гърция си издейства разклонение от планирания по същото време газопровод „Южен поток“. В България проектът е спорен, тъй като за да постигне нефтопроводът конкурентност спрямо морския маршрут през Босфора транзитните такси са ниски, а екологичните рискове предизвикват съпротива по Българското Черноморие, в чиято икономика ключова роля играе туризмът.
На 6 – 8 май 2007 министър-председателя на България Сергей Станишев провежда работно посещение в РФ. По време на разговорите с министър-председателя Михаил Фрадков са обменени мнения по актуални въпроси на двустранното сътрудничество и регионални въпроси. Подписани са поредица от документи за уреждане на важни аспекти на правната рамка на руско-българските отношения. Потвърден е техният взаимен интерес за стратегически проекти в енергетиката, решителни стъпки за задълбочаване на двустранните връзки в културната сфера в контекста на отбелязването на 130-годишнината от освобождението на българите от османотурско владичество и провеждането през 2008 – 2009 Годината на Русия в България и Годината на България в Русия.
На 24 юни 2007 в рамките на Балканската среща на върха за енергетика в Загреб, на среща между Владимир Путин и президента Георги Първанов е поставен акцент върху развитието на двустранните отношения, белязани от висока динамика на сътрудничество в енергийния сектор. Страните потвърждават взаимния си интерес от изпълнението на тези стратегически проекти в тази област, тъй като изграждането на нефтопровода Бургас-Александруполис и на АЕЦ „Белене“. Основният резултат от срещата е споразумението за присъединяване на България към нов маршрут за доставка на руски газ за Европа, известен като „Южен поток“.
На 17 – 18 януари 2008 г. руският президент Владимир Путин посещава Република България. По време на престоя си в София, Владимир Путин и Георги Първанов откриват Годината на Русия в България, посветена на 130-годишнината от Освобождението. При това посещение е обявено сключването на пакет от споразумения за двустранно сътрудничество в енергетиката, определен от Първанов като „Голям шлем“. Той предвижда изграждането на АЕЦ „Белене“, нефтопровода „Бургас-Александруполис“ и газопровода „Южен поток“, които впоследствие остават нереализирани.
На 18 септември 2008 в рамките на VII Международен инвестиционен форум „Сочи-2008“ е проведена среща на руския премиер Владимир Путин и министър-председателя на България Сергей Станишев, по време на който е обсъдено участието на български фирми в изграждането на олимпийски съоръжения в Сочи, както и реализирането на съвместни енергийни проекти. В Годината на Русия в България на 8 – 12 октомври 2008 в София е проведена Руската национална изложба „Русия и България: нови перспективи за сътрудничество“, както и заседание на Междуправителствената комисия за икономическо, научно и технологично сътрудничество. През 2009 година е проведена Годината на България в Русия. Осъществени са редица срещи на ръководители на страните на най-високо ниво: президентът на Република България Георги Първанов посещава Москва, председателят на правителството на Руската федерация Владимир Путин има срещи с представители на Министерския съвет на Република България, в хода на които са разгледани редица въпроси, засягащи междудържавните отношения. На 1 септември 2009 е проведена среща на министър-председателя на Република България Бойко Борисов и министър-председателя на Руската федерация Владимир Путин в Гданск, Полша, по време на мероприятия за отбелязване на 70-а годишнина от началото на Втората световна война.
Междувременно проектите от Големия шлем, превърнали се в символ на българо-руското стопанско сътрудничество, се сблъскват с нарастващи трудности. Световната финансова криза довежда през 2009 година до оттеглянето на основни участници в най-големия от трите проекта – АЕЦ „Белене“. Трите проекта са основна тема на срещата през ноември 2010 между премиерите на България и Русия – Владимир Путин и Бойко Борисов. Въпреки това на 7 декември 2011 г. правителството на Борисов взема официално решение страната да се оттегли от проекта за нефтопровода „Бургас-Александруполис“, което предизвиква изненада в Гърция, но е прието спокойно от Русия, която приоритизира алтернативния проект за нефтопровод „Самсун-Джейхан“.
Не успявайки да намери нужното частно финансиране, на 28 март 2012 г. правителството на Борисов прекратява и проекта за АЕЦ „Белене“. Това решение предизвиква реакцията на руската страна, като руският доставчик „Атомстройекспорт“ претендира за неустойки и няколко години по-късно успява да получи компенсации в размер на 500 милиона евро. Същевременно близки до Русия политически кръгове в България, включително главната опозиционна партия БСП, провеждат референдум за продължаване на проекта, останал без правни последици. През следващите месеци Русия използва създалата се ситуация и за да оказва натиск върху България за реализиране на газопровода „Южен поток“.
„Южен поток“ е най-важният за Русия проект от Големия шлем, а и правителството на Борисов се отнася най-положително към него. Проектът обаче се забавя, заради спорове между двете страни за търговските условия на реализирането му, както и заради трудности с финансирането. Стойността на строителството непрекъснато нараства, изглежда заради включването в него на доставчици с политически връзки в България и Русия. Руската компания „Газпром“, която играе основна роля в проекта, влиза в конфликт с Европейската комисия във връзка с изисквания от законодателството достъп на трети страни до газопровода, а намирането на компромис по този въпрос става невъзможно след началото на Руско-украинската война през 2014 година. Спирането на „Южен поток“ от българското правителство в началото на 2014 година предизвиква остри реакции на руския президент има значителни последици в България, където довежда до падането на правителството на Пламен Орешарски и до фалита на Корпоративна търговска банка.

## Двустранни документи
- Българо-руска финансова конвенция (1883)
- Българо-руска военна конвенция (1883)
- Българо-руска военна конвенция (1902)
- Българо-руски протокол (1909)
- Договор за приятелски отношения и сътрудничество (4 август 1992)
- Спогодба за сътрудничество в областта на културата, образованието и науката (1993)
- Съвместна декларация за по-нататъшно задълбочаване на приятелските отношения и партньорството между Руската федерация и Република България (март 2003)